# 비토리오 베네토 전투
비토리오 베네토 전투(Battle of Vittorio Veneto)는 제1차 세계 대전중 이탈리아 베니스 북쪽 비토리오 베네토 근처에서 1918년 10월 24일부터 11월 3일에 걸쳐서 일어났던 전투이다.
이탈리아의 승리는 이탈리아 전선에서의 종전을 가져왔으며, 오스트리아-헝가리 제국의 해체를 촉진시켰으며, 2주내 제1차 세계 대전 종전의 시금석이었다. 일부 이탈리아인들은 비토리오 베네토 전투를 이탈리아 통일 운동의 마지막 정점으로 생각한다.